# Mariska Blommaert
Mariska Blommaert (24 januari 1980) is een Vlaamse presentatrice en actrice.
Zo startte ze haar mediacarrière als researcher bij de Televisiefabriek voor de programma's Boer zoekt Vrouw en Beautiful. Daarna ging ze aan de slag als presentatrice van Toeters en Bellen en Win Tonight voor VT4 en VIJFtv. Sinds september 2006 is ze een van de gezichten op de Vlaamse showbizzzender S.Televisie, thans Stories geheten.
Ze speelde een aantal bijrollen in diverse Vlaamse series, zoals Familie, Zone Stad en Thuis. Verder doet ze ook vaak aan improvisatietheater.